# Jill Sobule
Jill Sobule (IPA /ˈsoʊbjuːl/; Denver, 16 gennaio 1959 – Woodbury, 1º maggio 2025) è stata una cantautrice statunitense.

## Biografia
Raggiunse la notorietà con i singoli I Kissed A Girl (1995) e Supermodel, quest'ultimo facente parte della colonna sonora del film Ragazze a Beverly Hills.
È morta il 1º maggio 2025 nell'incendio avvenuto in casa di amici in Minnesota, presso cui era ospite.

## Discografia
Album in studio
- 1990 - Things Here Are Different
- 1995 - Jill Sobule
- 1997 - Happy Town
- 2000 - Pink Pearl
- 2004 - Underdog Victorious
- 2008 - Jill Sobule Sings Prozak and the Platypus
- 2009 - California Years
- 2011 - A Day At The Pass
- 2014 - Dottie's Charms

Live
- 2008 - Live at Joe's Pub 2008

Raccolte
- 2001 - I Never Learned to Swim: Jill Sobule 1990-2000
- 2004 - The Folk Years 2003–2003